# Fleurette Beauchamp-Huppé
Marie Berthe Fleurette Beauchamp-Huppé (* 12. Dezember 1907 in Montreal; † 15. März 2007 ebenda) war eine kanadische Pianistin, Musikpädagogin und Sängerin (Sopran).

## Leben und Wirken
Beauchamp studierte von 1915 bis 1922 Klavier bei Alice McCaughan, danach bei Romain-Octave Pelletier und bis 1932 bei Arthur Letondal und  Romain Pelletier, außerdem Gesang bei Albert Roberval, Bühnenspiel bei Jeanne Maubourg sowie Harmonielehre bei Henri Miro und Rodolphe Mathieu. 
Als Sängerin trat sie in Produktionen der Société canadienne d’opérette. Als Pianistin gewann sie 1930, 1931 und 1932 Preise des Canadian Institute of Music und 1933 einen Prix de Paris. In Paris vervollkommnete sie 1933/34 ihre Klavierausbildung bei Victor Staub, Edith Lang-Laszlo und José Estrada.
Nach ihrer Rückkehr nach Kanada trat sie als Solistin mit den Rundfunkorchestern der CBC und CKAC auf und spielte Werke kanadischer Komponisten wie François Brassard, Alexis Contant, Rodolphe Mathieu, Henri Miro und  Georges Savaria, von denen ihr einige gewidmet waren. 1945 war sie Solistin bei einer Aufführung von César Francks Les Djinns mit dem Montreal Symphony Orchestra. Adrienne Roy-Vilandré begleitete sie bei den Aufnahmen der Popular Songs of French Canada. Viele Jahre lang unterrichtete Beauchamp am Conservatoire de musique du Québec.